# Macon Open 1971
Il Macon Open 1971 è stato un torneo di tennis giocato sul sintetico indoor. È stata la 4ª edizione del torneo, che fa parte del Pepsi-Cola Grand Prix 1971. Si è giocato a Macon (Georgia) negli Stati Uniti, dal 1° al 7 marzo 1971.

## Campioni

### Singolare
Željko Franulović ha battuto in finale  Ilie Năstase con il punteggio di 6–4, 7–5, 5–7, 3–6, 7–6

### Doppio
Clark Graebner /  Thomaz Koch hanno battuto in finale  Željko Franulović /  Jan Kodeš con il punteggio di 6–3, 6–3